# Чорноморська селищна територіальна громада

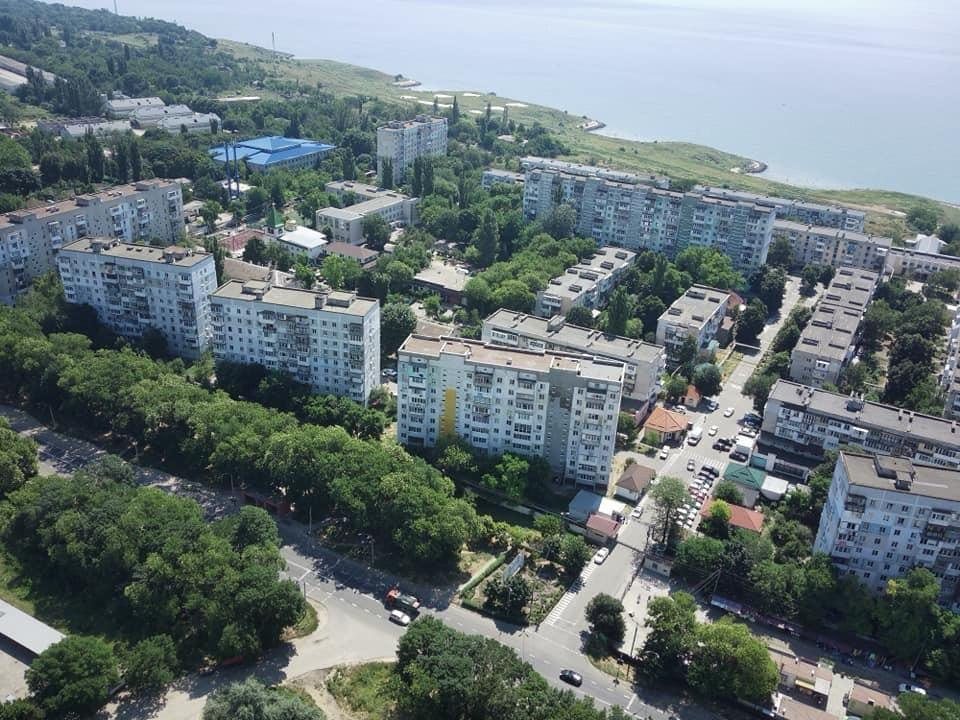
Селище Чорноморське

Чорноморська селищна територіальна громада — територіальна громада в Україні, у Одеському районі Одеської області. Населення громади складає 7910 осіб. Адміністративний центр — с-ще Чорноморське.